# ایرباس دیفنس اند اسپیس

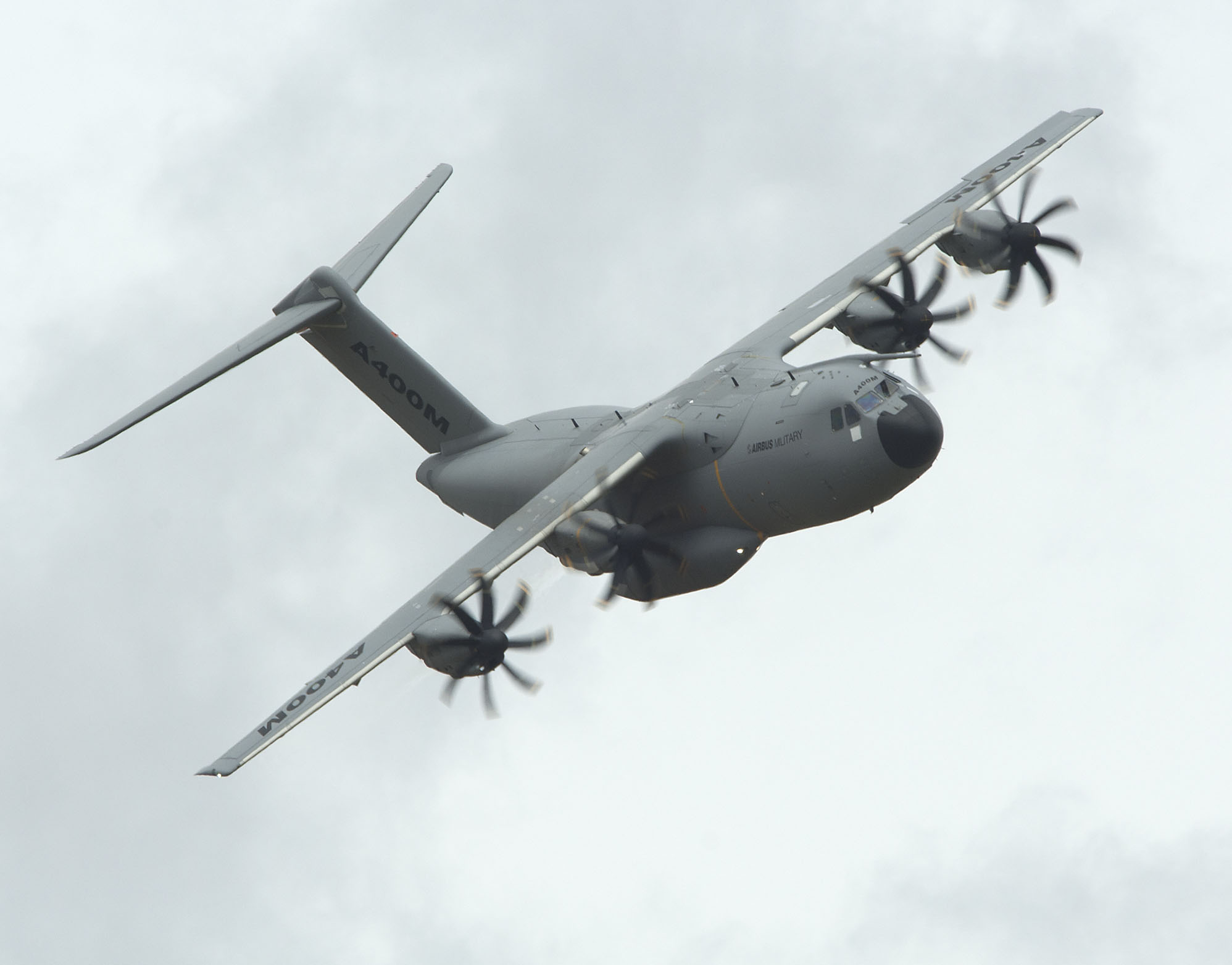
ایرباس ای۴۰۰ ام

ایرباس دیفنس اند اسپیس (به انگلیسی: Airbus Defence and Space) شرکت صنایع هوافضایی و صنایع جنگ‌افزاری اروپایی است، که به‌عنوان شرکت تابعهای از ایرباس فعالیت می‌نماید.
در ماه ژوئیه ۲۰۱۳ درپی تجدید ساختار شرکت ئی‌ای‌دی‌اس و تغییر نام آن به ایرباس، شرکت جدید به ۳ بخش مستقل گروه ایرباس، ایرباس هلیکوپترز و ایرباس دیفنس اند اسپیس تفکیک گردید.
سپس در ژانویه ۲۰۱۴ شرکت ایرباس دیفنس اند اسپیس، از ادغام شرکت‌های ایرباس مِلِتِری، کاسیدیان و آستریوم راه‌اندازی شد. دفتر مرکزی این شرکت در شهر مونیخ، آلمان قرار دارد.
این شرکت از دو بخش تشکیل می‌شود، که بخش اول هواگردها را دربرمی‌گیرد و در زمینه طراحی و ساخت هواپیماهای جنگنده، هواپیماهای سوخت‌گیری هوایی، هواگردهای ترابری نظامی و هواپیماهای باری فعالیت می‌کند و از تولیدات آن می‌توان به یوروفایتر تایفون و ایرباس ای۴۰۰ ام اشاره کرد.
بخش دوم تجهیزات فضایی و موشکی می‌باشد، که وظیفه طراحی و ساخت انواع موشکها، سطح‌نوردها، پهپادها، سامانه‌های یکبار مصرف پرتاب و ماهواره‌برها را برعهده دارد، که از تولیدات این بخش نیز می‌توان به: فضاپیمای ترابری خودکار، کلمبوس (آزمایشگاه فضایی) و آریان (موشک) اشاره نمود.